# Gamebook
Gamebook je kniha, ve které není čtenář stoprocentně vázán napsaným dějem, ale může si ho do jisté míry sám vytvářet. Jedná se tedy v podstatě více o textovou hru než o knihu. Volba vlastního příběhu je umožněna tak, že všechny odstavce jsou očíslovány a za každým odstavcem je na výběr z několika možností, včetně čísel příslušných odstavců. Volba je ovlivněna buď náhodou, nebo logickým úsudkem.
Většina gamebooků je psána v žánru fantasy nebo sci-fi, není to ovšem podmínkou.

## Knihy a edice vydané v češtině
- Deník malého Minecrafťáka (2021, Cube Kid)
- Fighting Fantasy (edice, Ian Livingstone, Steve Jackson) – sci-fi, fantasy, horror
- Gabriel Knox Gamebook (edice, Gabriel Knox – Jiří Mikulík)
- GrailQuest (edice, J. H. Brennan) - fantasy, humor
- Kosmická hlídka (1991, Ljuba Štíplová)
- Lone Wolf (edice, Joe Dever) – fantasy
- Na rozkaz krále (1989, Ljuba Štíplová)
- Okrsek (2009, Jan Tošovský)
- O Norikovi (Vladimír Chvátil) – pohádková parodie. Namísto popisu obsahu knihy je na zadní stránce přebalu samostatný několika-odkazový příběh, ilustrující humorné uchopení tématu autorem.
- Oz (2020, Jonathan Green)
- Stezky osudu (2024, kolektiv autorů)
- Trampoty člověka Sekory (2024, Barbara Šalamounová) – Grafický román
- Ve službách krále Reginalda: Do hradu goblinů (Michael Bronec) – fantasy
- Vítek, křupadlo a kostižrout (2024, Petula Bendula)

## Spisovatelé
- Joe Dever
- Steve Jackson
- Ian Livingstone
- James Herbert Brennan
- Swen Harder